# Disney's Hercules
Disney's Hercules is een platformcomputerspel uit 1997 ontwikkeld door Eurocom en gedistribueerd door Disney Interactive Software. Het spel werd uitgebracht voor PlayStation en Windows. Het verhaal is gebaseerd op Disney's tekenfilm Hercules.

## Verhaal
Hercules, zoon van Zeus, verliest zijn goddelijkheid en moet aantonen dat hij een werkelijke held is om zijn onsterfbaarheid terug te krijgen en om terug te keren naar de andere goden op de berg Olympus. Daarvoor moet Hercules heel wat opdrachten uitvoeren en de strijd met slechteriken aangaan waaronder de Nessus, de Minotaurus, de harpij, de Hydra van Lerna, de Gorgo en  Hades. Ten slotte zijn er nog diverse titanen en cyclopen.

## Spelverloop
Het spel is tweedimensionaal opgebouwd. Er zijn in totaal tien verschillende levels en drie moeilijkheidsgraden: "Beginner", "Medium" en "Herculean". De twee laatste levels zijn echter niet beschikbaar in de "Beginner"-mode. Verder zijn er drie levels waarin Hercules continu loopt en niet gestopt kan worden. Een balk toont aan hoeveel energie de speler nog heeft. Men verkrijgt energie door Hercules-icoontjes te pakken of uit Hercules-tassen te drinken die her en der te vinden zijn. Hercules heeft bij start van het spel enkel een zwaard als wapen, hoewel hij ook zijn armen kan gebruiken om te slaan. In het spel kan de speler nog andere wapens vinden zoals een lichtzwaard, vuurbalwapen, sonisch geweer en een magische helm. Met dit laatste item zal Hercules enkele seconden onzichtbaar worden indien de speler dit activeert. Deze bijkomende wapens zijn enkel bruikbaar zolang ze nog genoeg energie hebben. Zodra de energie op is, zal Hercules terug zijn gewone zwaard gebruiken.
Verder zijn er over de levels heen een aantal verborgen letters die het woord HERCULES vormen. Indien de speler deze allemaal heeft gevonden, kan hij vanaf dan bij start van het spel kiezen in welk level hij wil starten. Ook zijn er nog vier verborgen vazen die elk een wachtwoord onthullen van het huidige level. Indien de speler dit wachtwoord op het beginscherm ingeeft, gaat hij onmiddellijk naar het betreffende level. 